# Kúty
Kúty és un poble i municipi d'Eslovàquia que es troba a la regió de Trnava, a l'oest del país.

## Història
La primera menció escrita de la vila es remunta al 1468.

## Demografia
| Godina             | 1994 | 2004   | 2014   | 2024   |
| ------------------ | ---- | ------ | ------ | ------ |
| Nombre de persones | 4093 | 4129   | 4053   | 4008   |
| Diferència         |      | +0,87% | −1,84% | −1,11% |

| Godina             | 2023 | 2024   |
| ------------------ | ---- | ------ |
| Nombre de persones | 4012 | 4008   |
| Diferència         |      | −0,09% |